# きたうみつな
きたうみ つなは、日本の漫画家。男性。奈良県出身。1997年、『月刊Gファンタジー』（エニックス）に掲載された「こちら魂取引所」でデビュー。

## 来歴
奈良県生まれる。1997年、『月刊Gファンタジー』（エニックス、現スクウェア・エニックス）7月号掲載の第5回エニックス21世紀マンガ大賞準大賞受賞作品「こちら魂取引所」でデビューを果たす。その後は同誌1998年9月号で読み切り「V・D ヴァンパイア・ディティクティブ」の掲載を経て、「まじかる☆アンティーク」、「ToHeart2 〜colorful note〜」とLeaf・アクアプラスのコンピュータゲームを原作とする漫画化作品の連載を行っている。

## 作品リスト

### 連載
- まじかる☆アンティーク（『月刊Gファンタジー』2001年3月号 - 2003年2月号、全2巻）
- ToHeart2 〜colorful note〜（『月刊Gファンタジー』2005年4月号 - 2008年4月号、全5巻）
- 魔法科高校の劣等生（原作：佐島勤、キャラクターデザイン：石田可奈、構成：林ふみの、『月刊Gファンタジー』2012年1月号 - 2013年10月号、全4巻）
- 魔法科高校の劣等生 九校戦編（原作：佐島勤、キャラクターデザイン：石田可奈、構成：林ふみの・長岡千秋、『月刊Gファンタジー』2013年11月号[4] - 2016年6月号、全5巻）
- 魔法科高校の劣等生 ダブルセブン編（原作：佐島勤、キャラクターデザイン：石田可奈、構成：林ふみの・長岡千秋、『月刊Gファンタジー』2016年11月号[5] - 2019年8月号、全3巻）
- 魔法科高校の劣等生 四葉継承編（原作：佐島勤、キャラクターデザイン：石田可奈、構成：林ふみの・長岡千秋、『月刊Gファンタジー』2020年1月号[6] - 2022年4月号、全3巻）
- 魔法科高校の劣等生 孤立編（原作：佐島勤、キャラクターデザイン：石田可奈、構成：林ふみの・長岡千秋、『月刊Gファンタジー』2023年3月号[7] - 2025年8月号[8]、既刊2巻）

### 読み切り
- こちら魂取引所（『月刊Gファンタジー』1997年7月号）
- V・D ヴァンパイア・ディティクティブ（『月刊Gファンタジー』1998年9月号）